# گابریلا پنا
گابریلا پنا (انگلیسی: Gabriela Peña؛ زادهٔ ۲۳ اوت ۱۹۹۵) بازیکن فوتبال اهل جمهوری دومینیکن است.
وی همچنین در تیم‌های ملی فوتبال Dominican Republic women's national football team بازی کرده‌است.